# Јован Ефески
Јован Ефески (грч. Ἰωάννης τῆς Ἐφέσου; Амида, око 507 — Халкедон, 589) или Јован од Азије, био је епископ Сиријске оријентално-православне цркве и историчар, један од најважнијих који су писали на сиријском језику. 
Родио се у граду Амида (данашњи Дијарбакир у јужној Турској). Тамо га је око 529. Јован од Теле замонашио у свешеника. Служио је као ђакон све до 534. када је путовао по Палестини и први пут посетио Константинопољ. Као миафизит био је сведок прогона од стране халкедонске(правоверне) цркве која је уживала подршку византијског цара Јустинијана. Око 540. Трајно се преселио у Константинопољ где је, упркос својим нехалкедонским ставовима, стекао наклоност цара. Јустинијан му је поверио покрштавање преосталих пагана у Византијском царству, укључујући Малу Азију где је покрштавао пагане око 546. Јован је такође организовао мисије које ће довести до покрштавања Нубије. Око 546. је организовао велики прогон „идолопоклоника” у самој престоници где је, према сопственим речима, користио тортуру како би изнудио признања.
Око 550. године, уз подршку цара Јустинијана, Јован Ефески је предводио експедицију у Пепузу ради уништења монтанистичког светилишта, подигнутог поред гробова пророка Монтанa, Прискиле и Максимилија. Он је наредио спаљивање моштију зачетника монтанизма, као и њихове цркве.
Године 558. Јаков Барадеј га је замонашио у епископа. Након Јустинијанове смрти дошао је у немилост његовог наследника Јустина II, па је од 571. прогањан од стране патријарха Јована Схоластика. Написао је две књиге — Црквену историју, која покрива период од доба Јулија Цезара до 580-их, као и биографије источних светаца које је написао око 569. године.